# Boukhelifa
Boukhelifa è un comune dell'Algeria, situato nella provincia di Béjaïa.